# Maison de rapport Frolov
La maison de rapport Frolov (en russe : Доходный дом А. Фролова) est un immeuble d'habitation composé de plusieurs appartements situé rue Baumanskaïa, 23 à Moscou, dans le district administratif central de Basmanny. Elle est construite durant les années 1910-1914, suivant le projet de l'architecte Viktor Mazyrine, dans un style Art nouveau et pseudo-gothique.

## Histoire
L’immeuble de rapport Anton Frolov a été peu étudié et il en subsiste peu d'informations, ni vieilles photographies. Le propriétaire a fait réaliser, par le même architecte, d'autres maisons de rapport : l'une à l'Impasse Fourmany, no 20 et l'autre à la rue Machkov no 21. Viktor Mazyrine était un des architectes les plus recherchés à Moscou et il est surtout réputé pour avoir réalisé l'hôtel particulier Arseni Morozov, rue Vozdvijenka no 16.
La maison Frolov reprend une stylisation particulière de type gothique. Le choix d’une telle solution architecturale est typique du quartier Basmanny, où se trouvait autrefois la colonie (sloboda) allemande. D'autres immeubles ont été réalisés dans le même style dans le quartier, comme celui de l'immeuble de l'association des bouchers. Certains d'entre eux ont été critiqués pour leur taille impressionnante, contre nature pour la périphérie de Moscou à cette époque. La maison de rapport Frolov bénéficie par contre d'une taille raisonnable. Le bâtiment a une entrée, trois étages et trois appartements : le rez-de-chaussée a été occupé dans le passé par une café-restaurant qui a fermé.
La sloboda allemande de Moscou, au XVIIe siècle, était habitée par des étrangers afin de minimiser les contacts entre les Européens venus en Russie et les habitants de Moscou. Puis, à partir de la fin du XVIIIe siècle, les vieux-croyants ont commencé également à y chercher abri parce qu'ils étaient opprimés (juste en face de la maison de rapport Frolov se trouvent les ruines du clocher de l’église Sainte-Catherine des vieux-croyants de la branche des Belopopovtsy). Au début du XXe siècle, de nombreux marchands vivaient dans la colonie allemande, que les autorités de l’État ne reconnaissaient pas comme tels. Il leur était possible de s’enrichir, mais par contre ils n’avaient pas de représentants politiques au sein du pouvoir ni au sein des guildes.

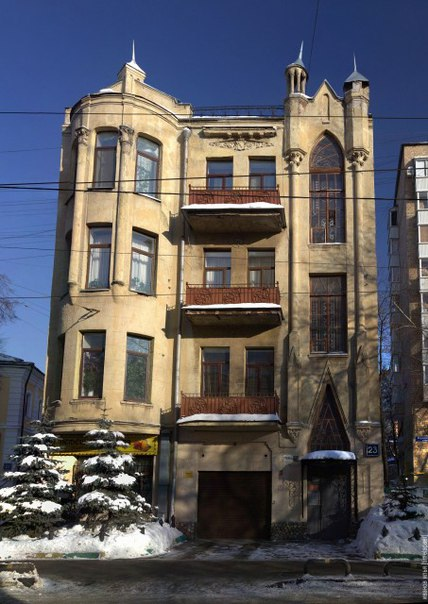
Maison de rapport A. Frolov

## Style architectural
La maison de rapport Frolov, rue Bausmankaïa, illustre plusieurs phénomènes caractéristiques de l’âge d’argent en Russie, à la charnière des XIXe siècle et XXe siècle. Son architecte Viktor Mazyrine était attiré par le spiritisme, le mysticisme, l'ésotérisme en vogue à l'époque dans la Russie pré-révolutionnaire. Il a voyagé en Égypte et au Portugal. La construction du bâtiment dans ce style lui permet de mettre en valeur avec romantisme des images de pays lointains et des traces du passé dans ce quartier allemand qui dispose seulement de quelques bâtiments anciens.
Au no 53 de la même rue Baumanskaïa, se trouve une bâtisse historique, la maison Anne Mons (ru), qui est un palais du XVIIe siècle, seule habitation conservée de la sloboda allemande primitive,.
La figure du propriétaire promoteur Frolov s’inscrit très bien dans le monde de l’Empire russe finissant. C'est un ancien paysan, qui ne pouvait pas acheter de certificats d'une guilde (documents qui donnaient le droit de faire du commerce et d’obtenir un titre de commerçant). Par contre, il s'était enrichi dans une entreprise qui lui permettait de construire des immeubles d’appartements de rapport.
Pour Moscou, de tels bâtiments sont inhabituels : les immeubles érigés dans le style néo-gothique disposaient en général de six ou sept étages (par exemple : immeuble de Zavarskaya-Troitsky (ru) à la ruelle Potapovsky (ru) no 12). Les maisons de trois-quatre étages étaient plus discrètes et généralement en briques rouges traditionnelles. Anton Frolov, avec cette construction, innovait dans les habitudes du marché immobilier de rapport de l’époque.
Après la révolution d'Octobre 1917, Anton Frolov n'a plus pu utiliser cet immeuble comme propriétaire privé au même titre que précédemment du fait des nationalisations bolchéviques. Le bâtiment est resté résidentiel sans statut particulier de protection du patrimoine. Il nécessite aujourd'hui des travaux de restauration.

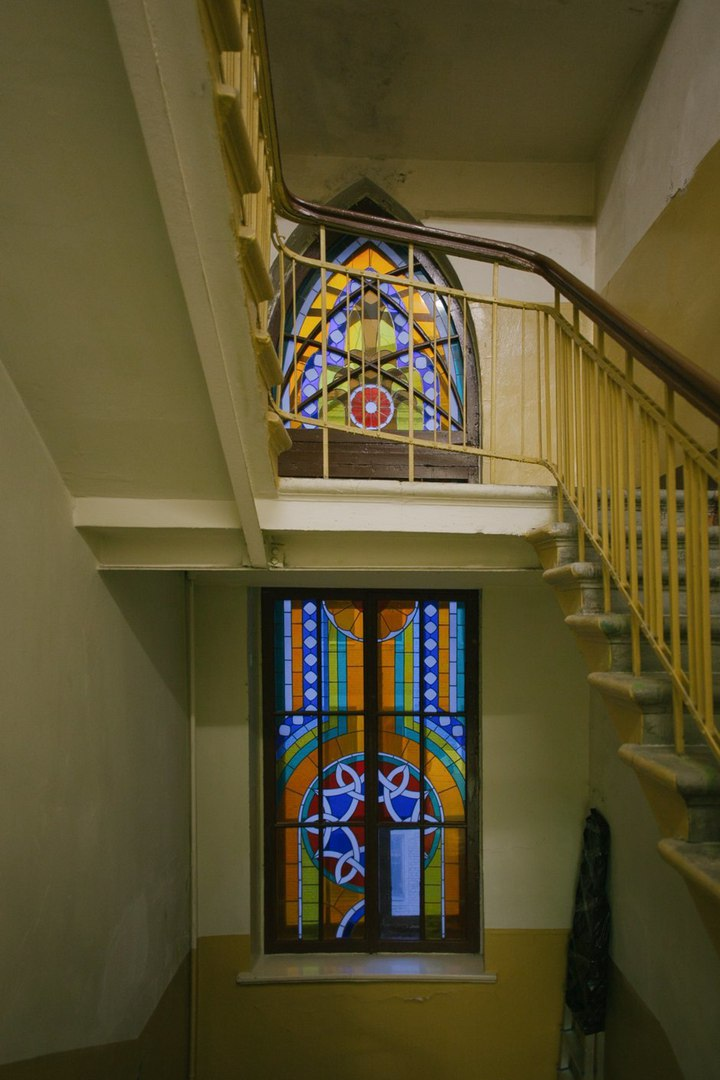
Maison Anton Frolov, vitraux intérieurs dans la cage d'escalier de l'immeuble.